# Johannes Heinrich Schultz

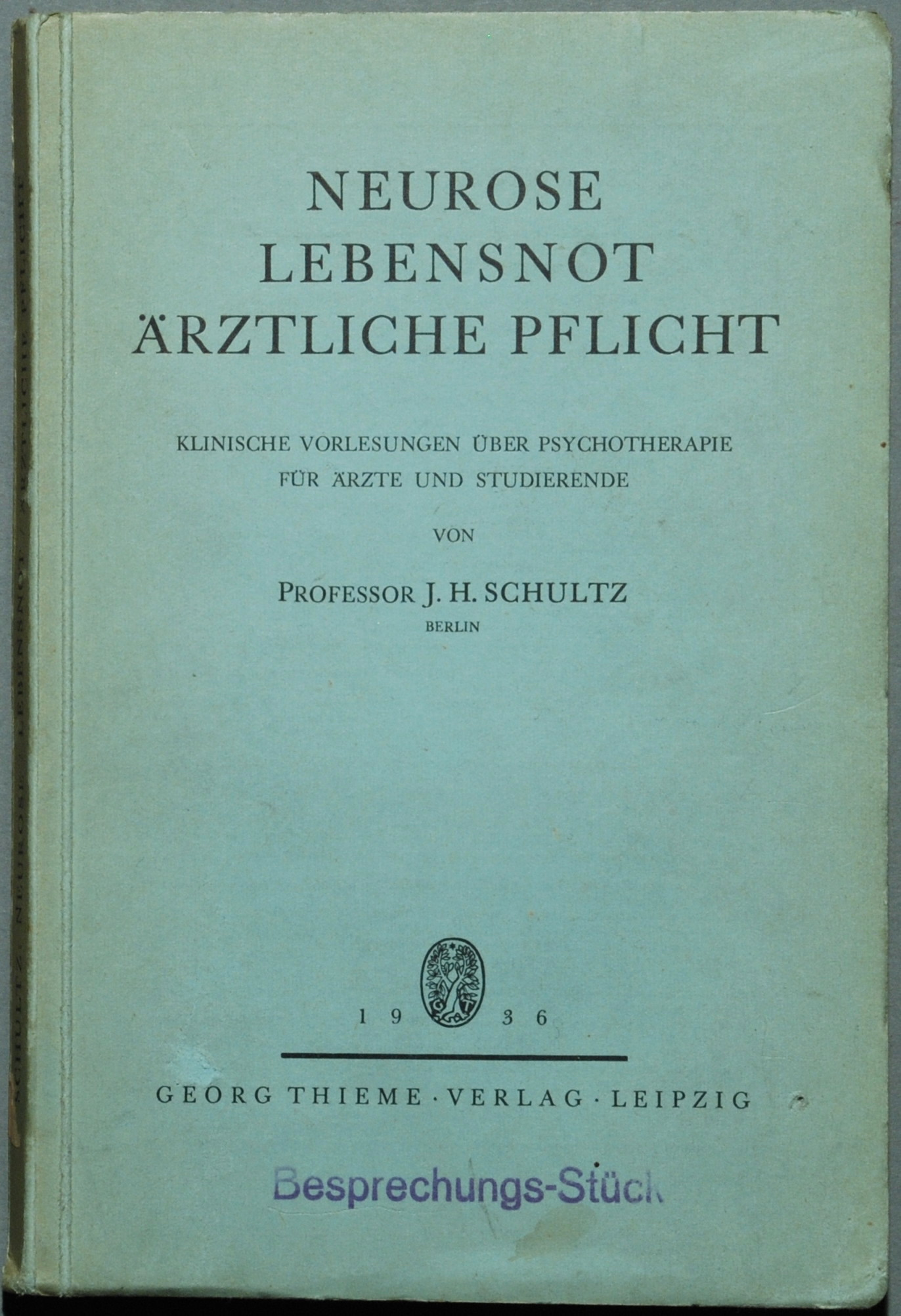
Libro de Johannes Heinrich Schultz.

Johannes Heinrich Schultz (Gotinga, 20 de junio de 1884 - Berlín, 19 de septiembre de 1970) fue un neurólogo y psiquiatra alemán conocido por diseñar el método de entrenamiento autógeno.
El método se basa en la autohipnosis. Es un autorrelajamiento que la misma persona produce por medio de la autosugestión, construye imágenes mentales que le quitan la tensión y son gratificantes.

## Biografía
Schultz desarrolló una serie de técnicas de conocidas como entrenamiento autógeno o auto-hipnosis, una técnica de relajación publicada en 1932. Estas técnicas tienen varios paralelismos con las técnicas de relajación muscular del médico estadounidense Edmund Jacobson.
De 1936 a 1945 fue asistente del director del Instituto nazi, que fue el Instituto para la investigación psicológica en Berlín. El director del instituto fue Matthias Heinrich Göring (1879–1945), primo de Hermann Göring. El objetivo del instituto fue el desarrollar lo que se denominó la nueva psicoterapia alemana (Neue Deutsche Seelenheilkunde).